# 2009 في إسبانيا
فيما يلي قوائم الأحداث التي وقعت خلال عام 2009 في إسبانيا.

## سياسة

### انتهاء فترة المنصب
- 18 أبريل – اميليو بيريز رئيس حكومة إقليم غاليسيا [الإنجليزية]‏.

## رياضة
- 1 يناير – جائزة إسبانيا الكبرى للدراجات النارية 2009
- 1 يناير – جائزة كتالونيا الكبرى للدراجات النارية 2009
- 1 يناير – طواف إسبانيا 2009
- 1 يناير – فولتا كاتالونيا 2009
- 1 يناير – كأس السلام 2009 الفائز أستون فيلا.
- 1 أغسطس – طواف سان سيباستيان 2009

## أفلام
من الأفلام التي صدرت هذه السنة في إسبانيا:
- 1 يناير – آغورا من إخراج أليخاندرو آمينابار.
- 1 يناير – الراقصة واللص من إخراج فيرناندو ترويبا.
- 1 يناير – إطلاق النار على فيل
- 1 يناير – عناقات مكسورة من إخراج بيدرو ألمودوبار.
- 1 يناير – ماي لايف إن روينز من إخراج دونالد بيتري (ممثل).
- 13 أغسطس – السر في عيونهم من إخراج خوان خوسيه كامبانيلا.

## برامج ومسلسلات وأنمي
- قلب المدينة
- دكتور مارتن
- هوسبيتال سنترال

## وفيات

### أغسطس
- 8 أغسطس – دانيال خاركي (مواليد 1983) لاعب كرة قدم إسباني.

### سبتمبر
- 19 سبتمبر – فيكتور إسرائيل (مواليد 1929) ممثل إسباني.

### أكتوبر
- 18 أكتوبر – إغناثيو بونسيتي (مواليد 1914) طبيب إسباني.

### نوفمبر
- 3 نوفمبر – فرانسيسكو أيالا (مواليد 1906)

### ديسمبر
- 12 ديسمبر – مانويل رويز سوسا (مواليد 1937)